# 沙賈汗號導彈護衛艦
“沙賈汗”号导弹护卫舰（PNS Shahjahan 舷号264）是巴基斯坦海军第四艘054A型護衛艦，可以单独或者协同海军其他兵力攻击敌水面舰艇及潜艇，具有较强的远程警戒和防空作战能力。由沪东造船厂于2020年开工建造，2021年12月4日下水命名，2023年5月10日交付，2023年7月15日入列。
该舰舰名取自莫臥兒帝國的皇帝沙賈汗，在交付後曾奔赴馬來西亞蘭卡威參加防務展，並與中國海軍052D型驅逐艦“湛江”（DDG-165）開展友好通信交流並相互致禮。其入列命名授旗仪式于2023年7月15日在巴基斯坦卡拉奇的“真纳”海军码头举行。

## 指揮官
艦長：安南·拉加里（Adnan Laghari）上校。